# Джагдип
Джагдип (англ. Jagdeep), при рождении Сайед Иштиак Ахмед Джаффри (урду سید اشتیاق احمد جعفری‎; 29 марта 1939, Датия, Британская Индия — 8 июля 2020, Мумбаи) — индийский актёр, снявшийся примерно в 400 фильмах.

## Биография
Родился 29 марта 1939 года в городе Датия. Его отец, бывший адвокатом, умер, когда мальчику было семь лет. После этого мать привезла его в Бомбей. Из-за надвигающегося раздела семья оказалась разорена, и Джагдип брался за любую случайную работу, например, продавал мыло, воздушных змеев, ароматические палочки, фрукты, столовые приборы в поездах и на улице, работал официантом и даже толкателем тележек.
В 1949 году в девятилетнем возрасте он попал на съемочную площадку дебютного фильма Б. Р. Чопры Afsana, надеясь заработать 3 рупии за участие в массовке. Его роль заключалась в том, чтобы быть статистом, хлопающим в ладоши в одной из сцен фильма. Но когда другой ребёнок-актёр не смог чисто произнести нужную фразу на урду, Джагдип, который свободно говорил на этом языке, вызвался сделать это за него, в итоге получив за работу вдвое большую плату.
После Afsana (1951) Джагдип продолжил играть большие и маленькие роли у таких режиссёров, как Х. А. Аббас («Мунна»), Гуру Датт (Aar-Paar) и Бимал Рой («Два бигха земли»).
Он также сыграл молодого Кишора Кумара в Dhobi Doctor (1952).
В 1957 году актёр снялся в таких фильмах, как «Дели уже близко», Hum Panchhi Ek Daal Ke и Bhabhi.
В Bhabhi, а также Baap Bete (1959), Barkha (1959) и Bindya (1960) Джагдип исполнял ведущие роли романтических героев, однако ни один из этих фильмов, кроме первого, не имел успеха в прокате.
В последующие годы он стал специализироваться на комедийных персонажах. Актёр сыграл небольшие, но важные роли в таких фильмах, как Hariyali Aur Rasta (1962), «Холостяк» (1968), Saas Bhi Kabhi Bahu Thi (1970), Apna Desh (1972), Dhoti Lota Aur Chowpatty (1975) и Agent Vinod (1977).
В «Холостяке» он исполнил роль Мурли Манохара и стал довольно популярен благодаря своим манерам.
Актёр четырежды номинировался на Filmfare Award за лучшее исполнение комической роли, однако не выиграл ни разу.
Джагдип также снимался в фильмах ужасов братьев Рамзи, таких как Purana Mandir (1984) и Saamri (1985); и исполнял отрицательные роли в Ek Masoom (1969) и Mandir Masjid (1977).
Его самой известной ролью стал Сурма Бхопали в блокбастере 1975 года «Месть и закон».
Сценаристы фильма Салим и Джавед помогли ему сымитировать правильный бхопалийский акцент, а Джагдип привнес свою собственную каденцию и манеры, сделав персонажа запоминающимся. Роль стала настолько популярной, что «Сурма Бхопали» стал для актёра вторым экранным прозвищем. В 1988 году Джагдип даже снял фильм Soorma Bhopali с собой в качестве главного героя, режиссёра, сценариста, автора песен и монтажёра.
Но несмотря на участие таких звезд, как Амитабх Баччан, Дхармендра, Рекха, Дэнни Дензонгпа и других друзей актёра, фильм не стал популярным в прокате.
В том же году он снялся в фильме Bai Chali Sasariye на языке раджастани.
Среди других его запоминающихся ролей — роль информатора Митхуна Чакраборти в Surakksha (1979), пародия на знаменитого боксера Мухаммеда Али в «Друзьях навек» Фероза Хана (1980) и Тарачанд Бадлани в «Шахеншахе» (1988).
Раджкумар Сантоши, отец которого работал с Джагдипом в 1950-х годах, снял его в своих фильмах «Хочу жениться на дочери миллионера» (1994), «Месть и закон 2» (1998) и «Удивительная история странной любви» (2009).
Актёр скончался 8 июля 2020 года в своей резиденции в Мумбаи, в возрасте 81 года.
Он был женат трижды. Его первой женой была Насим Бегум, от которой у него были сын Хуссейн, скончавшийся в 2009 году, и две дочери Сурайя и Шакира. Затем он женился на Сугре Бегум, от которой у него было два сына Джавед и Навед. Он также женился на Назиме, от которой у него есть дочь Мускан Джаффри.